# Glenea subsaperdiformis
Glenea subsaperdiformis là một loài bọ cánh cứng trong họ Cerambycidae.